# Veľké Kapušany
Veľké Kapušany (Hongaars: Nagykapos) is een Slowaakse stad in de regio Košice, en maakt deel uit van het district Michalovce.
Veľké Kapušany telt 9 406 inwoners waarvan in 2011 59,58% behoorde tot de Hongaarse minderheid in Slowakije.
Veľké Kapušany werd al in 1241 genoemd in geschriften en was sinds de 15e eeuw voorzien van stadsrechten. Tot 1920 behoorde het stadje tot Hongarije en was toen onderdeel van het comitaat Ung. Tegenwoordig is het stadje een streekcentrum voor de Hongaarstalige zuidelijke delen van het district Michalovce.

## Bevolking
- In 1910 waren er op een bevolking van 1222 zielen 1207 Hongaren (99%), 9 Duitstaligen (1%), 4 Slowaken, 1 roma en 1 Roetheen.
- In 1930 waren er 2555 inwoners waarvan 1665 Hongaren(65%), 399 Tsjechoslowaken (16%), 378 Joden(15%), 19 Roethenen (1%), 4 Duitstaligen en 90 overigen. (de volkstelling van 1930 wordt bekritiseerd)
- In 1941 waren er 2668 inwoners, 2518 Hongaren en 50 Slowaken. (de volkstelling van 1941 wordt ook bekritiseerd)
- In 1991 had de stad 9421 inwoners waarvan 6007 Hongaren(64%), 3251 Slowaken (35%), 79 Tsjechen (1%), 36 roma, 22 Oekraïners, 3 Roethenen, 2 Moraven en 21 overigen.
- In 2001 waren er 9760 inwoners, 5561 Hongaren (57%), 3506 Slowaken (36%), 422 roma (4%), 90 Oekraïners (1%), 48 Tsjechen, 122 onbepaald en 11 personen met een andere nationaliteit.
- In 2011 was de bevolking gedaald naar 9406 inwoners, waaronder 5604 Hongaren (59,58%), 2844 Slowaken (30,24%), 116 roma (1,23%), 72 Oekraïners (1,28%), 35 Tsjechen (0,37%), 5 Polen, 1 Rus, 1 Moraviër, 6 overige nationaliteiten en 716 onbekend.

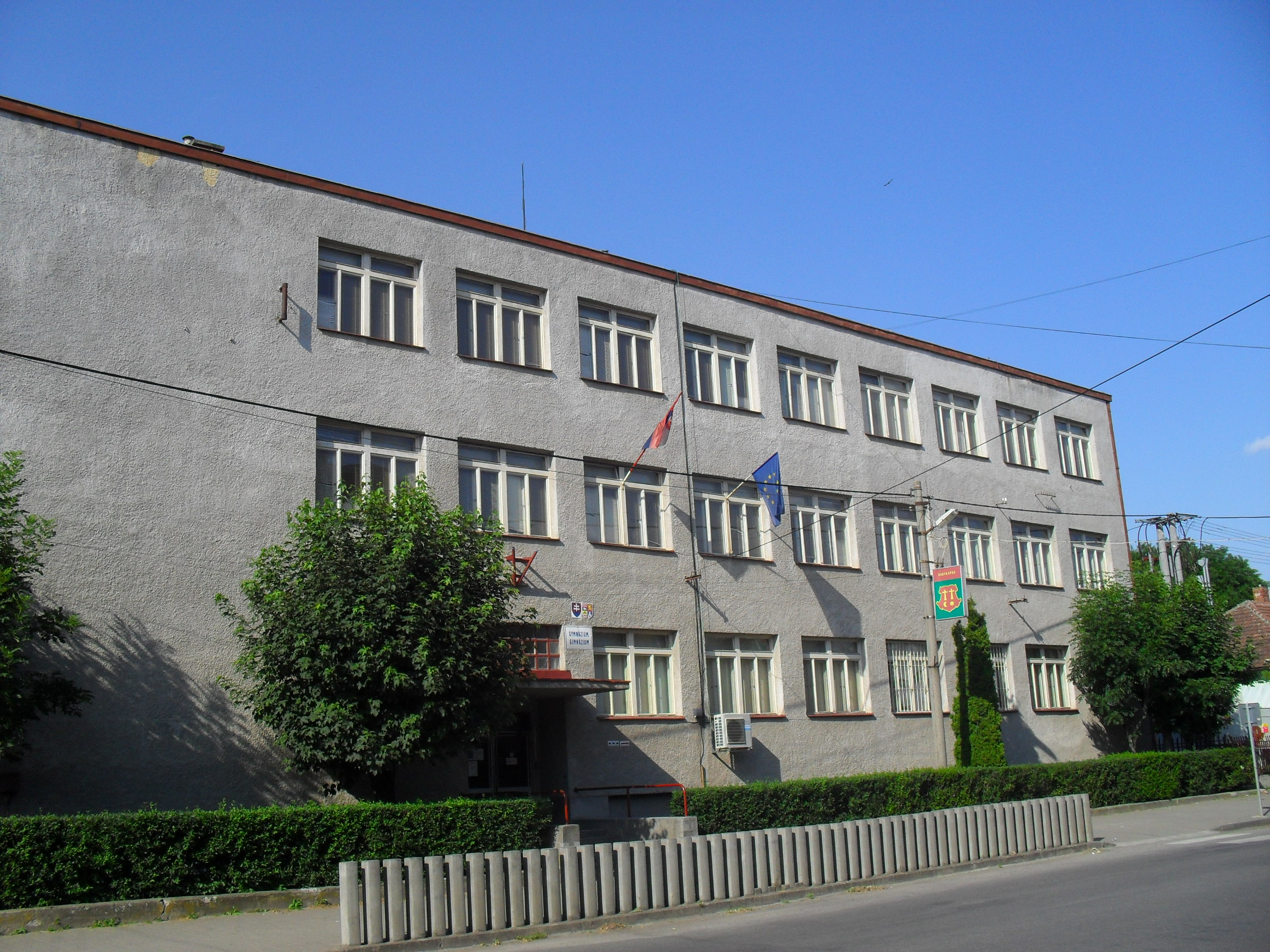
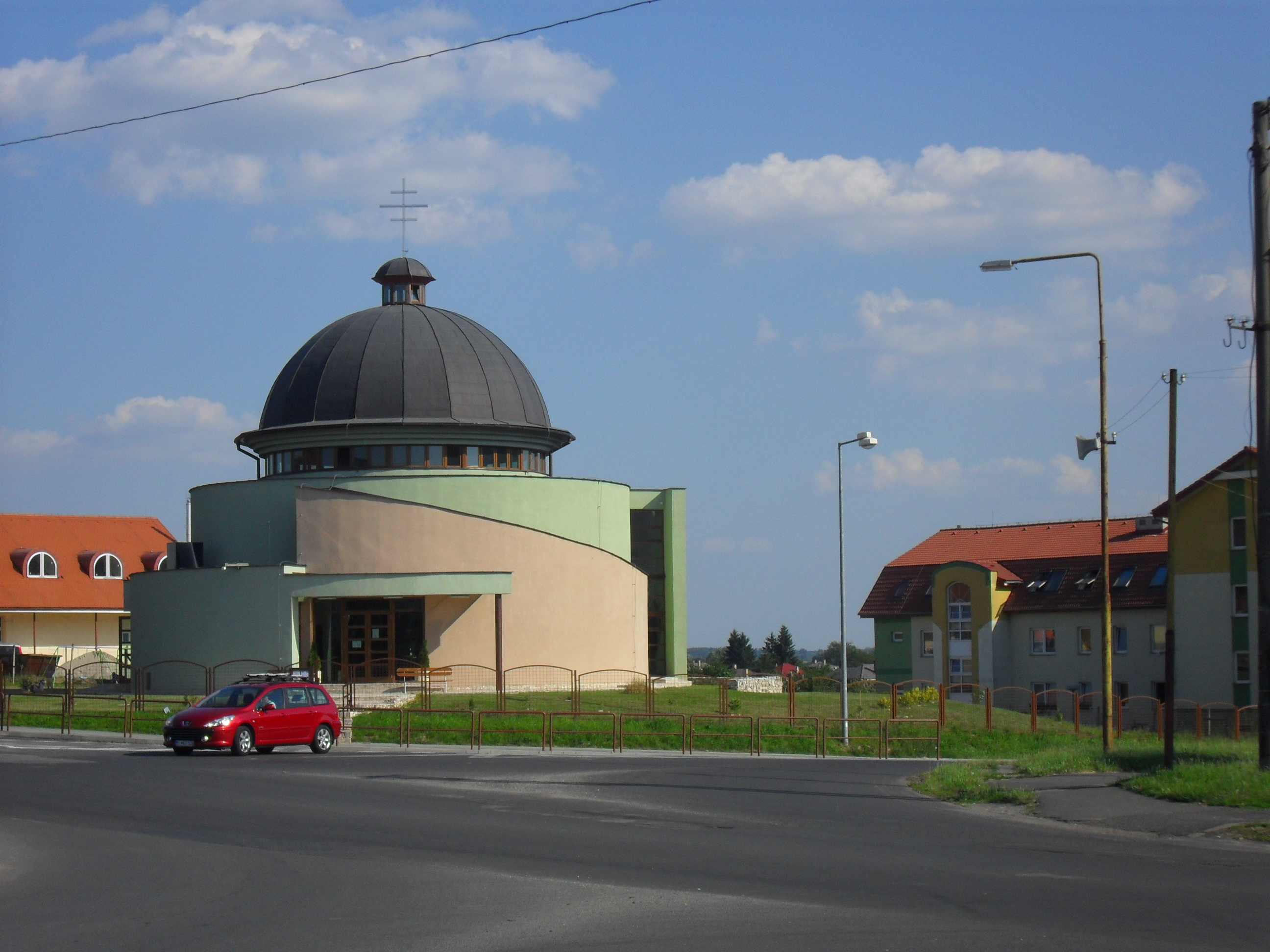